# Cymbidium aloifolium
Cymbidium aloifolium (назван још алоа листна cymbidium) је врста орхидеја које се налазе у Азији, посебно у Кини и југоисточној Азији од Бурме до Суматре. Може се наћи расте између стена или на друге просторима.  Реч cymbidium долази из грчке речи kumbos.